# (6574) Гвишиани
(6574) Гвишиани (лат. Gvishiani) — типичный астероид главного пояса, открыт 26 августа 1976 года советским астрономом Николаем Черных в Крымской астрофизической обсерватории и 8 августа 1998 года назван в честь академика Джермена Гвишиани.

## Обнаружение и именование
(6574) Гвишиани
Открыт 26 августа 1976 года в Крымской астрофизической обсерватории Н. С. Черных.
Назван в честь Джермена Михайловича Гвишиани (р. 1928), известного своими многочисленными работами в области философии, социологии и теории управления. Он является президентом Фонда перспективных исследований и Московского института экономики, политики и права. Он является членом Российской академии наук, Римского клуба и многих зарубежных академий, фондов и ассоциаций. Его работа способствует использованию зарубежных достижений в науке, технике и культуре в современной России.
Оригинальный текст (англ.)6574 Gvishiani
Discovered 1976 Aug. 26 by N. S. Chernykh at the Crimean Astrophysical Observatory.
Named in honor of Jermen Mikhailovich Gvishiani (b. 1928), known for his many works in philosophy, sociology and theory of management. He serves as president of the Foundation for Prospective Research and the Moscow Institute of Economics, Politics and Law. He is a member of the Russian Academy of Sciences, the Rome Club and many foreign academies, foundations and associations. His work promotes the use of foreign achievements in science, technology and culture in present-day Russia.
Источники: 19980808/MPCPages.arc; M.P.C. 32346.

## Орбита

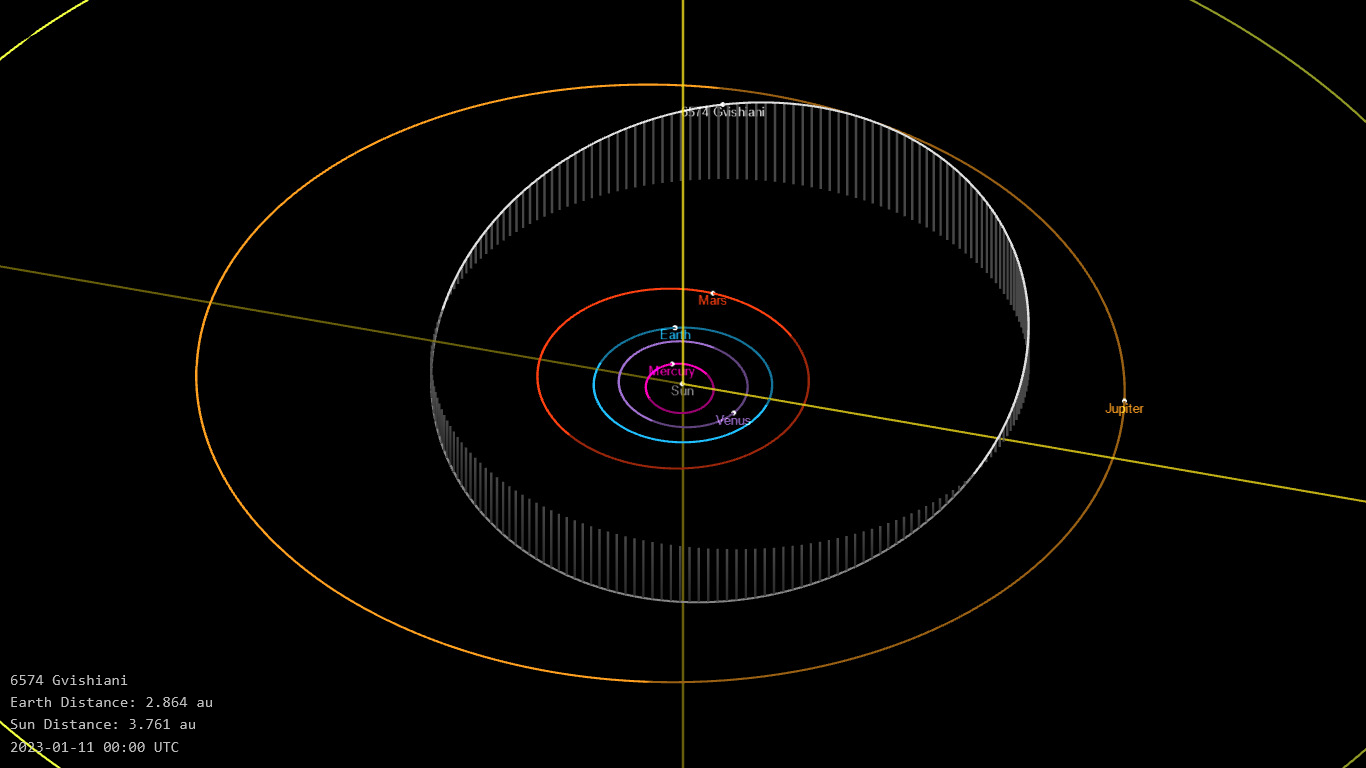
Орбита астероида Гвишиани и его положение в Солнечной системе

## Физические характеристики
Из наблюдений системы телескопов панорамного обзора и быстрого реагирования Pan-STARRS следует, что астероид относится к таксономическому классу D.
По результатам наблюдений в видимом и ближнем инфракрасном диапазоне космического телескопа NEOWISE и наблюдений в инфракрасном диапазоне спутника Akari диаметр астероида оценивался равным 25,393±0,484 км и 30,45±0,62 км. Согласно тем же источникам альбедо оценивается как 0,0688±0,0086, 0,048±0,002 и 0,069±0,009.